# 宵野小太郎
宵野小太郎（日语：宵野 コタロー，12月24日—），日本漫畫家。女性。已婚。代表作是目前在《少年Jump+》（集英社）連載的《終末的後宮》。

## 概要
從小將來要成為漫畫家，因此學生時期經歷少女漫畫、奇幻漫畫、BL漫畫到成人漫畫後職業出道。
起初，她有時候會對女性乳房的形狀一竅不通而煩惱，無論嘗試多少次都難以抗拒。另外為了有效作畫，她會用智能手機拍攝自己的手，並擺在鏡子前以在繪圖中使用它。還有，在《終末的後宮》（集英社）單行本第1冊發行紀念的個人新聞網站「秋葉原Blog」進行的專訪表示，會想要當漫畫家的原因是小學高年級一直買《Ribon》雜誌，喜歡種村有菜的漫畫並臨摹。國中時期，哥哥因為在家裡總是會擺放《週刊少年Jump》，所以喜歡《網球王子》和《灌籃高手》。高中時期經常讀《GANGAN》的漫畫，其中她特別喜歡柴田亞美的《南國少年奇小邪》及這部漫畫裡的角色。
「宵野小太郎（宵野 コタロー）」是她的筆名，該筆名是在職業漫畫家出道之前收到編輯的意見建議她「男生的名字更好」，再以喜歡的角色名稱命名。「宵」日文通常讀作，由於覺得很酷，因此使用，但因為名稱和性別被誤認為是男生，一開始本來很後悔使用後者。她反思「筆名不會決定氣勢」這一事實的同時，反而喜歡現在的筆名，因為看起來既新鮮又有趣。至於「小太郎（コタロー）」這個名字的由來，是上面提到她最喜歡的角色《南國少年奇小邪》主角小太郎。

## 活動
她說作為所謂的色情漫畫家的活動會向家人（包括母親和兄弟）報告。一開始本來很小心地在書架上用窗簾將作品藏起來，但是去美容院時因為提起自己的職業而被揭發，從此之後她不在乎家人看她的創作，然後向母親展示並徵求意見。另外，由於作業時是用數位繪圖板進行繪圖，因此散熱有時會干擾。
不僅活躍於漫畫領域，而且活躍於插圖領域，還負責小說的插圖、海報插圖和成人周邊的包裝插圖。2014年，出席產業新聞社主辦，觀光廳、外務省、經濟產業省支援的大型展覽活動『繪師100人展04』。還曾經參加電視動畫《灰色的果實》的插圖投稿（用於第九話）。此外，在『繪師100人展04』的簽名會上本來要求要她的簽名但被拒絕，之所以拒絕的原因是沒有人會因為她低調行事而來。
2016年開始在《少年Jump+》（集英社）連載一般漫畫《終末的後宮》（原作：LINK）。另外連載《終末的後宮》開始連載後，表示從以前就喜歡科幻內容。
2017年以人物設計師的身份參加GENCO和Xarts （页面存档备份，存于）的原創內容《Girls Jockey》。此外，其同人作品曾被BOOTLEG以成人動畫化方式製作。

## 單行本
成人漫畫
- 《Lip！》（全1冊 2011年6月30日發行 三和出版（日语：三和出版））ISBN 9784883564507
- （全1冊 2012年4月28日發行 WANIMAGAZINE社（日语：ワニマガジン社））ISBN 9784862691996
- （全1冊 2014年12月25日發行 WANIMAGAZINE社）ISBN 9784862693488
- （全1冊 2014年12月26日發行 三和出版）ISBN 9784776990369
- （全1冊 2018年7月1日發行 WANIMAGAZINE社 電子書籍[6]）內容收錄了未包含在書中的作品並繪製新封面

一般漫畫
- 《Star Plus One NG♪（日语：スタプラ!#コミック）》（全3冊〈原作：長谷見沙貴〉 2013年至2014年間發行 學研MARKETING）
- （全1冊 2014年3月20日發行 一迅社）ISBN 9784758013611
- 《終末的後宮》（第1冊於2016年9月2日發行〈原作：LINK〉 集英社 目前已出18冊（截至2023年6月2日））東立出版社

## 腳註

## 外部連結
- 宵野小太郎的X（前Twitter） （日語）
- 宵野小太郎的Pixiv帳戶 （页面存档备份，存于） （日語）